# Rémi Bourgeois
Pour les articles homonymes, voir Bourgeois.
Rémi Bourgeois  né le 28 juin 1897 à Reims et mort le 2 septembre 1947 à Rennes est un archiviste, bibliothécaire et historien français, spécialiste de l'histoire de l'Indochine.

## Biographie
Aspirant au 1er régiment de zouaves, il est grièvement blessé, le 21 août 1918,  en conduisant sa section à l'assaut pour déborder une mitrailleuse ennemie, ce qui lui vaut la croix de guerre avec palme. Il est amputé d'une jambe.
En 1919 il entre à l'École des chartes et il en sort diplômé en 1923 grâce à une thèse sur l'histoire de l'échevinage de Reims jusqu'à la création du Conseil de ville en 1358. Il est alors nommé archiviste-bibliothécaire à la Bibliothèque centrale de l'Indochine à Hanoï. Il se consacre alors au dépouillement de toutes les publications indochinoises, livres, brochures et périodiques. La bibliographie qui résulte cette recherche est publiée en 4 volumes. Il travaille pour cette publication, comme pour la plupart de ses travaux, avec Paul Boudet.  Affaibli par les privations liées dues à l'invasion japonaise de l'Indochine en 1945, il meurt en 1947 à son retour en France.

## Publications
Bibliographie de l'Indochine française (co-auteur Paul Boudet) Hanoï,  Impr. d'Extrême-Orient, t.1, 1926, 271 p. ; t.2, 1932, 240 p. ; t.3, 1933, 196 p. ; t.4, 1943, 496 p.
Notions élémentaires d'organisation politique et administrative. I. L'État français. 2ème édition, Hanoï, Impr. d'Extrême-Orient, 1942